# Barnim Grüneberg
Karl Barnim Theodor Grüneberg (ur. 27 grudnia 1828 w Szczecinie, zm. 22 sierpnia 1907 tamże) – niemiecki organmistrz.

## Życie
Pochodził z rodziny organmistrzów działającej w Szczecinie od 1782 roku. W wieku 9 lat stracił ojca, a jego wychowaniem zajęła się matka. Nie wiadomo, czy miał możliwość zdobywania wiedzy o budowie organów od ojca. Po osiągnięciu samodzielności odbył podróż po Europie, odwiedzając Francję, Austrię i Anglię, gdzie uczył się zawodu u uznanych organmistrzów, w tym Aristide'a Cavaillé-Colla. Praktykę zdobywał także u swojego wuja, Carla Augusta Buchholza. 
W 1854 roku powrócił do Szczecina, gdzie wznowił działalność warsztatu ojca. Warsztat przez 52 lata prowadził na Szczecińskim podzamczu w kamienicy przy Große Domstraße 24. Pod koniec życia zakupił ziemię w podszczecińskiej wsi Finkenwalde (dzisiejsze Zdroje), gdzie zbudował największą na Pomorzu fabrykę organów. Po jego śmierci zakład przejął syn Felix, który w 1912 roku wybudował obok fabryki wczesnomodernistyczną willę. Miejsce pochówku Barnima Grüneberga nie jest znane.

## Budownictwo organowe
Barnim Grüneberg był twórcą wielu instrumentów, które przez lata działalności jego zakładu trafiły do różnych krajów, takich jak Rosja, Litwa, Łotwa czy Republika Południowej Afryki. Najwięcej organów zbudował na terenie Meklemburgii i Pomorza. W Szczecinie wykonał wiele instrumentów z których dziewięć zachowały się do dziś, m.in. w kościele św. Ducha oraz w kościele Niepokalanego Poczęcia NMP. Zajmował się również renowacją, rozbudową i modernizacją starszych instrumentów, takich jak organy w konkatedrze św. Jana Chrzciciela w Kamieniu Pomorskim.
W trakcie działalności zakład Grüneberga zbudował około 500 instrumentów. Do ważniejszych projektów należą organy w kościele Świętej Trójcy w Lipawie na Łotwie, które po ukończeniu były największymi organami na świecie, a obecnie pozostają największymi mechanicznymi organami na świecie. Podczas budowy instrumentów zakład współpracował z muzykami, takimi jak Carl Loewe i Ulrich Hildenbrandt.